# Jacobus Henricus Kann
Pour les articles homonymes, voir Kann.
Jacobus Henricus Kann, né en 1872 à La Haye et mort à Theresienstadt en 1944, est un banquier néerlandais.
Sioniste, il participe au premier congrès sioniste en 1897 à Bâle, où il est captivé par les idées de Theodor Herzl. Il est aussi banquier et dirige une banque à La Haye, dont il offre les services à la Jewish Colonial Trust, dont il était vice-président depuis sa fondation. Le but de cette banque était de financer le mouvement sioniste. Après la mort de Herzl en 1904, Kann devient membre du Comité intérieur de l'Organisation sioniste, le Comité exécutif de l'organisation sioniste.
Après sa première visite en 1907 en Palestine, il publie Erets Israël, le pays juif. La traduction en allemand et en français (en 1909 et 1910) suscite la consternation des dirigeants sionistes, parce qu'il affirme ouvertement que l'autonomie juive en Palestine était nécessaire pour sauver les juifs de la misère qu'ils subissent dans les autres pays.
En 1924, il devient consul des Pays-Bas à Jérusalem. Il retourna aux Pays-Bas en 1927 à cause de la maladie de sa femme. En 1930, il publia Remarques concernant l´attitude du gouvernement mandataire en Palestine lors des agressions arabes et juives en août 1929 et concernant les populations juives et Arabes. Durant la Seconde Guerre mondiale, Kann et sa femme furent déportés et moururent au camp de concentration de Theresienstadt en 1944.

## Sources
- Joan Comay, Who´s Who in Jewish History after the Period of the Old Testament, London, Routledge, 17/08/1995, p. 213
- Geoffrey Wigoder (Ed.), New Encyclopedia of Zionism and Israel, Tome 2, London et Toronto, Madison : Fairleigh Dickinson University Press, 1994, p. 787
- [http://www.inghist.nl/Onderzoek/Projecten/BWN/lemmata/bwn2/kann
- [http://www.joodsmonument.nl/person-464441-nl.html?lang=en